# 长沙职工大学
28°10′24″N 112°58′37″E / 28.173415°N 112.976875°E
长沙职工大学（英語：Changsha Worker College）位于湖南省长沙市天心区南湖路，是湖南省曾经存在的一所高等成人大学。

## 历史
1979年，湖南省建立了“长沙职工大学”。
2011年，撤销。

## 学校院系
长沙职工大学开设了4个系，2个部，30余个专业。
- 系：建筑工程系、机电工程系、艺术设计系、计算机系

- 部：成人教育学院、基础课部